# Associació d'Autors Catalans
L'Associació d'Autors Catalans va ser una empresa de teatre creada l'any 1885 per noms rellevants de l'escena catalana del moment:Joaquim Riera i Bertran, Francesc d'Assís Ubach i Vinyeta, Pere Antoni Torres i Jordi, Teodor Baró i Sureda, Àngel Guimerà, entre d'altres, per tal d'afavorir la divulgació del teatre en català i, sobretot, lluny de l'òrbita de l'empresa hegemònica anomenada Teatre Català, instal·lada al teatre Romea i capitanejada per Frederic Soler, àlies Serafí Pitarra.
L'empresa va durar dues temporades (1885-86 i 1886-87) i fou acollida primer al teatre Novetats (1885-86) i després al teatre Catalunya (1886-87)
Relació d'obres que es van estrenar sota aquesta empresa:

## Estrenades al teatre Novetats
- 1885, 18 de desembre. El combat de Trafalgar. Drama en tres actes i en vers, original de Pere Anton Torres.
- 1885, 23 de desembre. Per no mudar-se de pis. Comèdia en un acte i en prosa, original d'Eduard Aulés.
- 1886, 2 de febrer. Cadena de ferro. Original de Joaquim Riera i Bertran.
- 1886, 17 de febrer. Mal pare!. Drama en quatre actes i en prosa, original de Josep Roca i Roca.
- 1886, març. El fill del rei. Tragèdia, original d'Àngel Guimerà.
- 1886, 14 de maig. Primavera i tardor. Original de Rossend Arús i Arderiu.

## Estrenades al teatre de Catalunya
- 1886, 19 d'octubre. Mala herba!. Original de Francesc Ubach i Vinyeta
- 1886, 6 de novembre. L'escaleta del costat. Comèdia en tres actes i en vers, original de Teodor Baró.
- 1886, 24 novembre. El bordet. Original de Josep Roca i Roca.
- 1887, 19 de gener. Gent de mar. Drama en tres actes i en prosa, original de Joaquim Riera i Bertran.
- 1887, 1 d'abril. Justicia Catalana. Drama català en 4 actes, original de Rossend Arús i Josep Maria de Lasarte.